# Boumdeid
Boumdeid (en arabe : بومديد) est une commune rurale du sud de la Mauritanie, située dans la région d'Assaba. C'est le chef-lieu de la moughataa du même nom, le département de Boumdeid.

## Géographie
La commune de Boumdeid est située au nord dans la région d'Assaba et elle s'étend sur 149 km2.
Elle est délimitée au nord par la commune de Laftah et au sud par la commune de Hsey Tin.

## Histoire
Boumdeid a été érigée en commune par l'ordonnance du 20 octobre 1987 instituant les communes de Mauritanie.

## Démographie
Lors du Recensement général de la population et de l'habitat (RGPH) de 2000, Boumdeid comptait 4 611 habitants.
Lors du RGPH de 2013, la commune en comptait 3 189, soit une décroissance annuelle de −2,9 % sur 13 ans, ce qui constitue la plus importante perte de population de la région.

## Économie
L'agriculture est au centre de l'économie de Boumdeid, comme quasiment toutes les communes de la région. Mais cette économie est fragile car elle rencontre des obstacles à son développement, notamment les conditions climatiques ou le manque de moyens des agriculteurs. Pour faire face à ces obstacles, l'état ou différentes ONG financent des projets qui améliorent les conditions de vie des habitants.
La commune de Boumdeid possède par exemple un barrage, réhabilité en 2022, qui permet une exploitation efficace de l'eau dans la région et une amélioration de l'agriculture locale.

## Éducation
Boumdeid possède une école fondamentale inaugurée fin 2020, qui est composée de huit salles de classe pour les enfants de la commune.